# АТС-59Г
АТС-59Г — радянський середній гусеничний швидкохідний артилерійський тягач, зразка 1969 року. Призначався для буксирування причепів, перевезення людей та різного роду вантажів по всіх видах доріг та бездоріжжя у тому числі.

## Історія
Розроблено СКБ Курганського машинобудівного заводу. Прийнятий на озброєння у 1970 році. У зв'язку з перепрофілюванням КМЗ на випуск БМП-1 виробництво було передано до Польщі.
У Радянській армії використовувалися в 1970—1980 роки як тягачі для буксирування важких гармат, наприклад 130-мм гармати М-46. З середини 1970-х років, у зв'язку скороченням в армії буксированої артилерії, почав масово передаватися в народне господарство.

## Технічні характеристики
- Маса вантажу, що перевозиться, кг: 2700—3000
- Повна маса причепа, кг: 8000-14000
- Маса спорядженого тягача, кг: 13750
- Двигун: А-650 (родина В-2)
- Потужність при 1700 об/хв, кВт (к. с.): 300 (з обмежувачем потужності)
- Паливо дизельне
- Максимальна швидкість км/год: 45
- Витрата палива при швидкості 40 км/год, л/100 км: 156

Оснащений кабіною з протирадіаційним захистом (створення надлишкового тиску-підпору повітря). Споживана моторна олива — МТ-16п.

## Модифікації
Військові
- АТС-59 (об'єкт 650) — перший варіант, з двомісною кабіною малого розміру, в іншому машини ідентичні. АТС-59 був розроблений у 1959 році та випускався до 1967 року.
- АТС-59Г (об'єкт 668).
- RL-21 — єгипетська РСЗВ, являє собою 122-мм пускову установку виробництва КНДР на шасі радянського тягача АТС-59Г[1] .
- СТК-59ГМС — зварювально-технологічний комплекс на шасі АТС-59Г

Цивільні
- ГЦ-5-40 — пожежна цистерна на 5000 літрів, оснащена пожежним насосом ПН-40УВ, виробництво яких з АТС-59 освоєно на ВАТ «Пожмашина» (м. Торжок)
- ТМ-96 — трелювальна машина вантажопідйомністю 3000 кг, виробництво якої з АТС-59Г освоїв Харківський автомобільний ремонтний завод[2]

## Бойове застосування

### Російсько-українська війна
В квітні 2023 року під час транспортування залізницею в Росії було помічено АТС-59Г з встановленою корабельною 25-мм артилерійською установкою 2М-3М.
В березні 2024 було знищено один російський АТС-59Г.

## Галерея

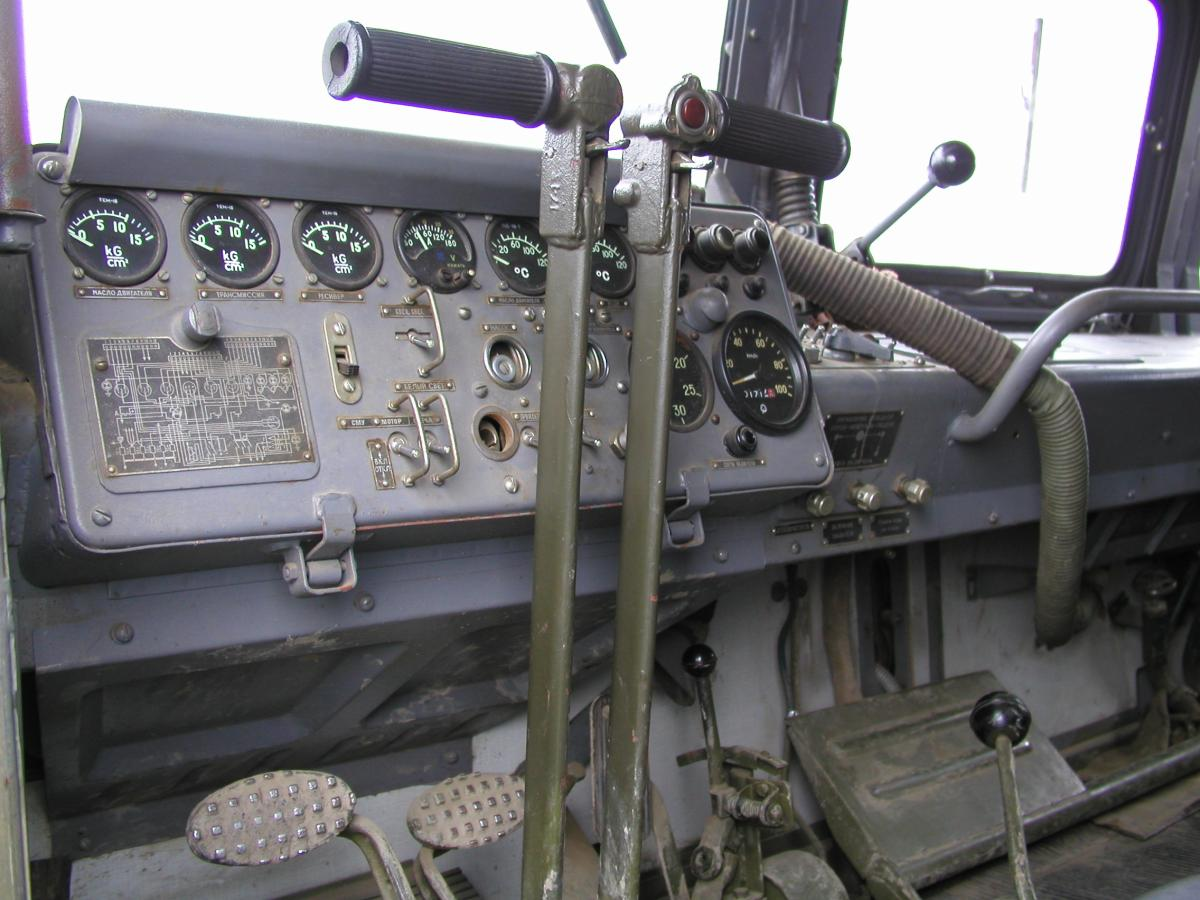
У кабіні АТС-59Г
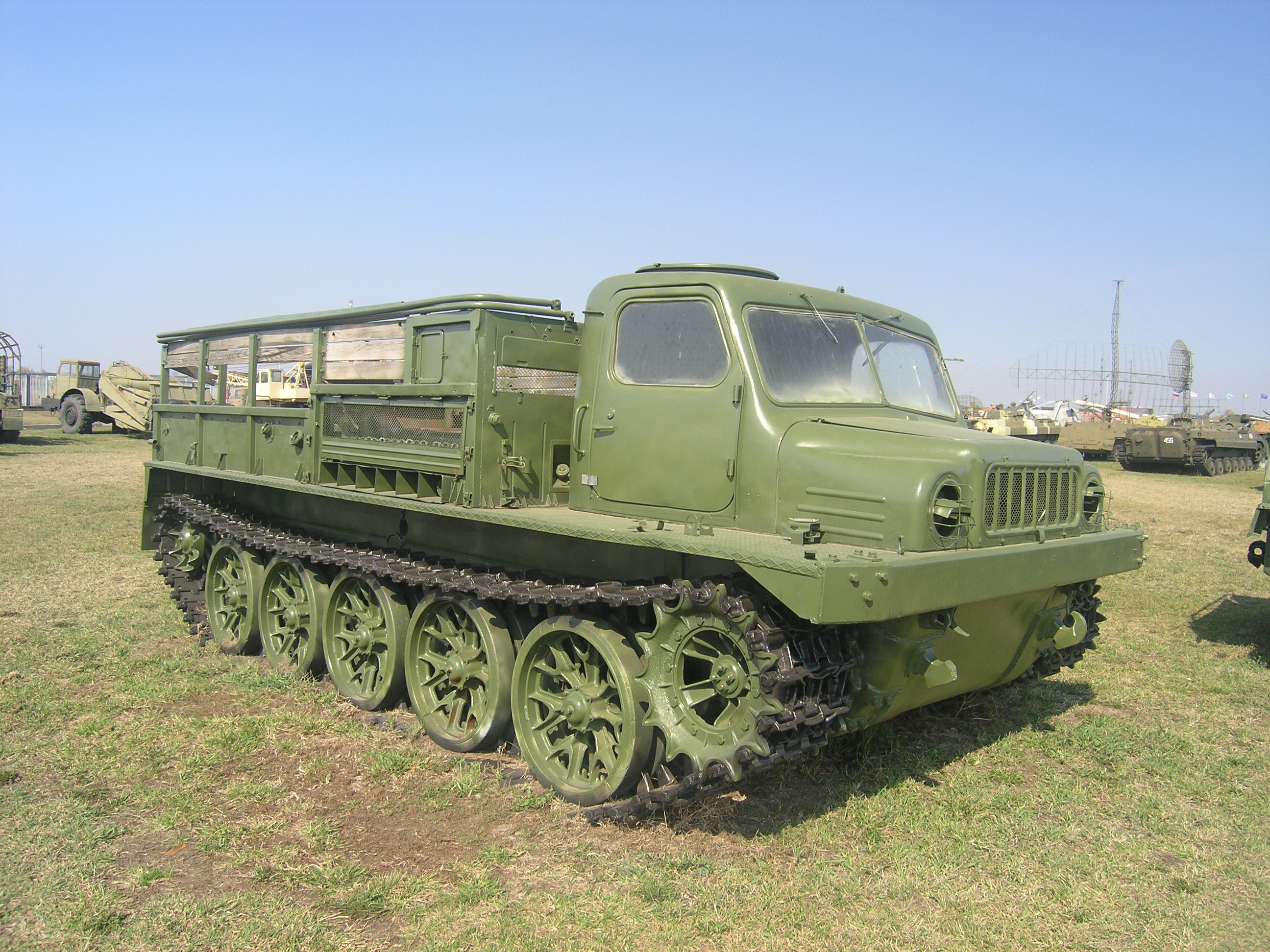
АТС-59 у Технічному музеї Тольятті
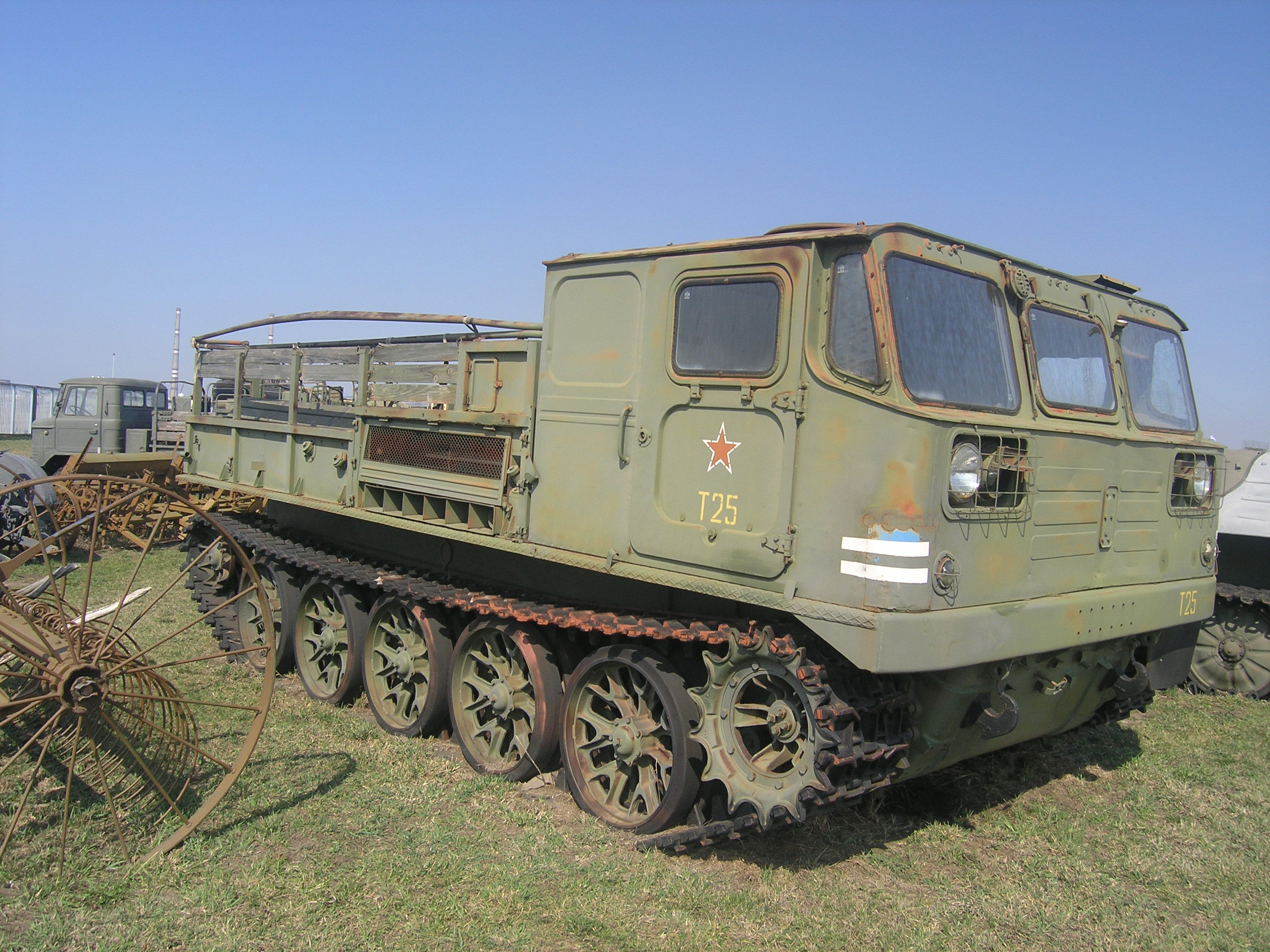
АТС-59Г